# Tiziano Aspetti
Tiziano Aspetti (né v. 1557-1559 à Padoue et mort à Pise en 1606) est  un sculpteur italien baroque qui a été actif à Venise à la fin du XVIe et au début du XVIIe siècle.

## Biographie
Issu d'une famille de fondeurs de bronze, Tiziano Aspetti apprend la sculpture avec Girolamo Campagna, le plus important sculpteur de Venise fournissant la cité, Padoue et la Toscane.
Dans la plus grande partie de sa vie, Tiziano, travaille pour Giovanni Grimani, une importante personnalité de l'église, collectionneur antiquaire et mécène pour lequel il restaure des statues antiques et fait de nombreuses sculptures.
À la fin de sa vie Tiziano part pour Pise pour vivre dans la maison du petit-neveu de Grimani où il travaille comme sculpteur réputé jusqu'à sa mort en 1606.

## Famille
- Grazioso Aspetti, originaire de Bologne mais établi à Padoue (actif à Padoue en 1471),
  - Guido Aspetti (†1528), dit Guido Lizzaro, fondeur à Padoue. Il est le fondeur en bronze de la Décollation de saint Jean-Baptiste réalisée par Giovanni Maria Mosca, ou Giammaria Mosca (1495/1499-1574), dit Il Padovano (actif à Padoue à partir de 1507, à Venise puis en Pologne de 1532 à 1573), se trouvant dans la sacristie nord de la cathédrale de Padoue[1]
    - Tiziano Aspetti (Padoue, 1511/1512-1552), dit Tiziano Minio, aussi appelé Tiziano da Padova quand il travaille à Venise, reprend l'atelier de fonderie de son père, sculpteur à Padoue et à Venise,
    - Francesco Aspetti marié en 1557 à Ginevra de Vedutis, bombardier et combattant sur les galères vénitiennes, puis reprend l'atelier de fondeur après la mort de Tiziano Minio,
      - Tiziano Aspetti (Padoue, 1557/1559-Pise, 1606),

    - Grazioso Aspetti.

## Œuvres
- Saint Paul et Moïse pour la façade de l'Église San Francesco della Vigna à Venise
- Martirio di San Lorenzo (après 1603), hauteur  95 cm, Basilique Santa Trinita (Florence)
- Musée de la Chartreuse de Douai : legs de Pierre-Amédée Foucques de Wagnonville
  - L'espérance
  - la charité
  - La Foi
- Flore, musée du Louvre
- Nu, J. Paul Getty Museum, Los Angeles
- Tête en heurtoir de porte, Columbia Museum of Art,
- Deux figures allégoriques, Courtauld Institute of Art, London, UK
- Mars, Frick Collection, New York
- Vulcain, University of Virginia Art Museum, Charlottesville

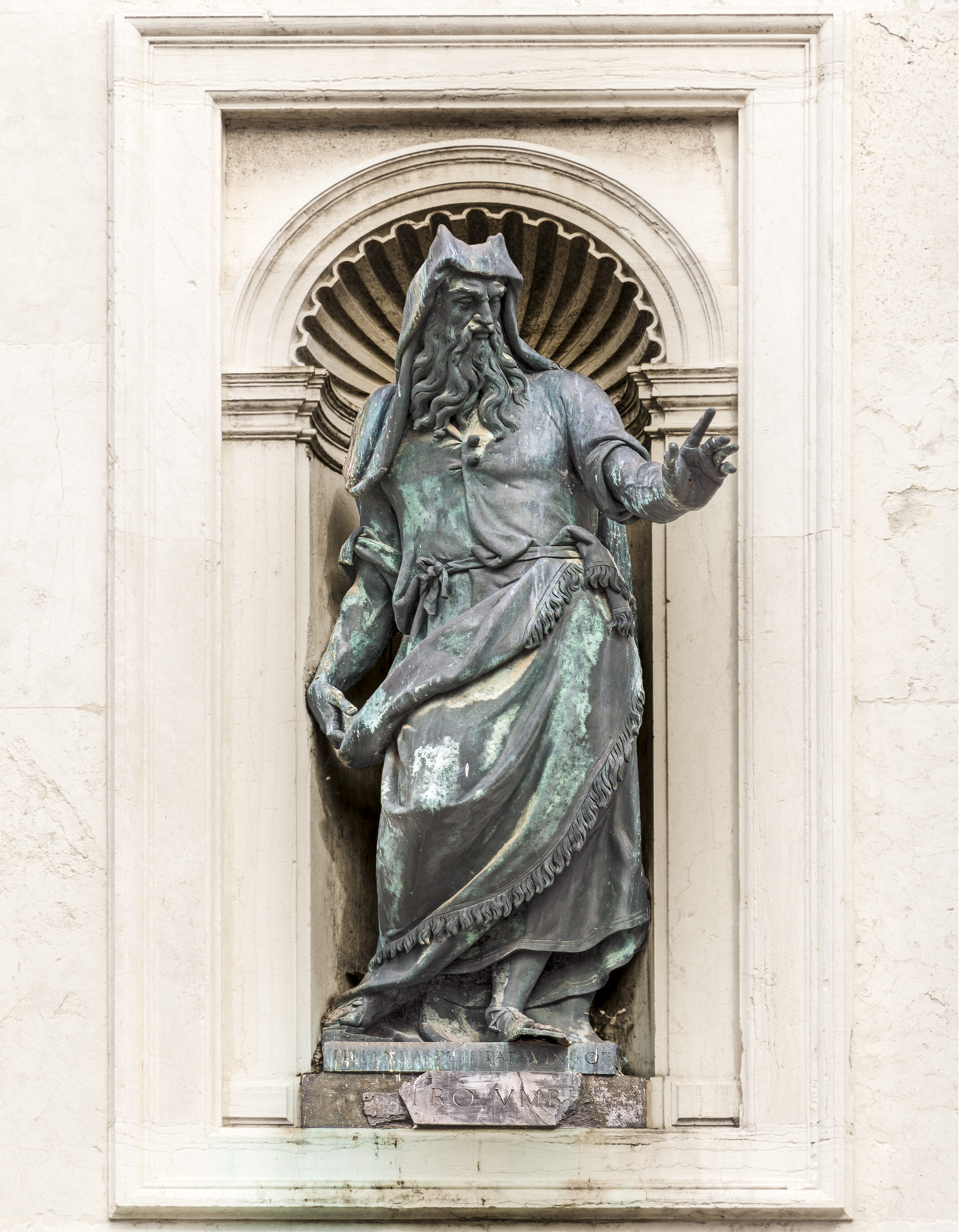
Moïse Église San Francesco della Vigna à Venise
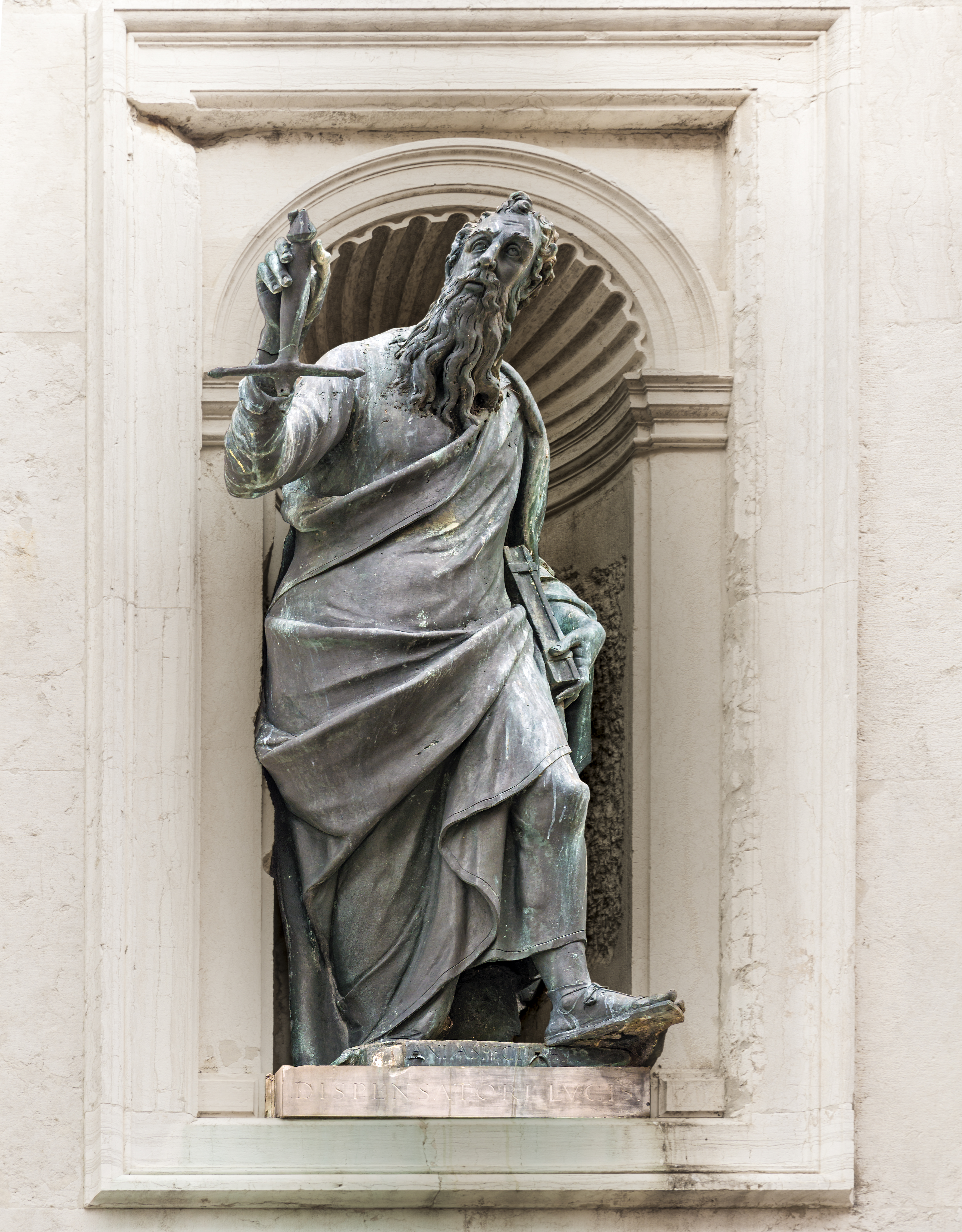
Saint Paul Église San Francesco della Vigna à Venise

## Sources
- Notice du Getty Center